# Serge Tshembo Nkonde
Serge Chembo Nkonde est un homme politique de la république démocratique du Congo, ministre des Sports et des Loisirs au sein du gouvernement Lukonde, du 26 avril 2021 à mars 2023, sous la présidence de Félix Tshisekedi.